# Dustley Mulder
Dustley Mulder   (Baarn, 27 de gener de 1985) és un exfutbolista professional neerlandès, que ocupava la posició de defensa. Es va retirar al NAC Breda.